# Walter Trusendi
 Walter Trusendi  nacido el 3 de enero de 1985 es un extenista profesional italiano.Su ranking más alto a nivel individual fue el puesto n.º 299, alcanzado el 29 de agosto de 2011. A nivel de dobles alcanzó el puesto N.º 161 el 31 de agosto de 2009.
Participaba principalmente en el circuito ITF y de la ATP Challenger Series. Ganó  tres títulos de la categoría challengers en la modalidad de dobles.

## Carrera

### 2008
En este año ganó sus primeros torneos challenger. En el mes de setiembre se presenta a disputar el Challenger de Génova disputado en Italia. Juega en la modalidad de dobles junto a su compatriota  Gianluca Naso. Llegan a la final, en donde se enfrentan a la pareja conformada por Stefano Galvani de Italia y Domenico Vicini de San Marino triunfando en la misma por 6–2, 7–6(2). 
Dos semanas más tarde y también en Italia, y también junto a Gianluca Naso, obtiene su segundo torneo de esta categoría. Ganó el Challenger de Todi derrotando en la final a la pareja italiana Alberto Brizzi y  Alessandro Motti por 4–6, 7–6(7–3), [10–4] en la final.

### 2012
En este año ganó su tercer challenger en la ciudad marroquí de Casablanca, disputando el Morocco Tennis Tour – Casablanca. Junto a su compatriota Matteo Viola derrotaron en la final a la pareja rusa formada por Yevgueni Donskói y Andréi Kuznetsov por 1–6, 7–6(7–5), [10–3].
Dos meses más tarde disputa la final del Roma Open junto al español Adrián Menéndez pero esta vez cayeron derrotados ante la pareja británica Jamie Delgado y Ken Skupski por 1–6, 4–6.

## Títulos; 3 (0 + 3)
| Leyenda                        | Individuales | Dobles |
| ------------------------------ | ------------ | ------ |
| Grand Slam (tenis)\|Grand Slam | 0            | 0      |
| ATP World Tour Finals          | 0            | 0      |
| ATP World Tour Masters 1000    | 0            | 0      |
| ATP World Tour 500 Series      | 0            | 0      |
| ATP World Tour 250 Series      | 0            | 0      |
| ATP Challenger Series          | 0            | 3      |

### Dobles
| No. | Fecha      | Torneo                   | Superficie    | Pareja        | Rival en la final                 | Resultado        |
| --- | ---------- | ------------------------ | ------------- | ------------- | --------------------------------- | ---------------- |
| 1.  | 07.09.2008 | Challenger de Génova     | Tierra batida | Gianluca Naso | Stefano Galvani Domenico Vicini   | 6-2, 7-62        |
| 2.  | 21.08.2008 | Challenger de Todi       | Tierra batida | Gianluca Naso | Miguel Ángel López Jaén Pere Riba | 4–6, 4–6         |
| 3.  | 02.03.2012 | Challenger de Casablanca | Tierra batida | Matteo Viola  | Yevgueni Donskói Andréi Kuznetsov | 1–6, 7–65 [10–3] |